# Harvard Medical School
Pour les articles homonymes, voir HMS.
La Harvard Medical School (HMS) est la faculté de médecine de l’université Harvard située à Boston dans le Massachusetts. Elle a été fondée en 1782 et est considérée comme l'une des plus prestigieuses des États-Unis. Elle se trouve dans la Longwood Medical and Academic Area de Boston.

## Historique

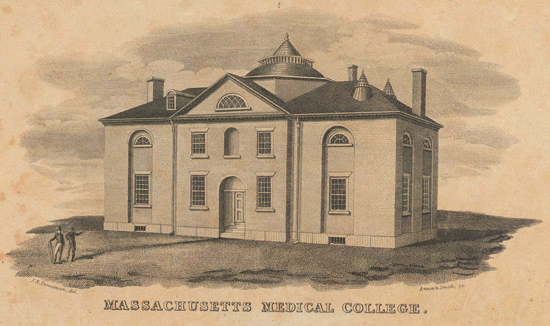
Le Massachusetts Medical College sur Mason Street à Boston vers 1824.

La faculté de médecine de l'université Harvard est la troisième plus ancienne aux États-Unis, fondée le 19 septembre 1782 par John Warren, Benjamin Waterhouse et Aaron Dexter.

## Personnalités liées à l'université

### Professeurs
- Alice Hamilton
- Monica Bertagnolli fut titulaire de la chaire de professeure de chirurgie Richard E. Wilson. Elle est aujourd'hui la président des National Institutes of Health[2].